# Rogier
Rogier – stacja metra w Brukseli, na linii 2 i 6. Zlokalizowana jest pomiędzy stacjami Botanique/Kruidtuin i Yser/IJzer. Została otwarta 2 października 1988.